# Martiriul Sfântului Policarp
Martiriul lui Policarp este un manuscris scris sub forma unei scrisori care relatează martiriul religios al lui Policarp, episcopul Smirnei (locul orașului modern Izmir, Turcia) și ucenic al apostolului Ioan în secolul al II-lea d.Hr. Formează cea mai veche relatare a martiriului creștin în afara Noului Testament. Autorul cărții Martyrdom of Polycarp este necunoscut, dar a fost atribuit membrilor grupului de teologi creștini timpurii cunoscuți sub numele de Părinții Bisericii. Scrisoarea, trimisă de la biserica din Smirna unei alte biserici din Asia Mică la Philomelium, este scris parțial din punctul de vedere al unui martor ocular, relatând arestarea bătrânului Policarp, încercarea romanilor de a-l executa prin foc și evenimentele miraculoase ulterioare.
Scrisoarea are influență atât din textele martiriului evreiesc din Vechiul Testament, cât și din Evanghelii. În plus, Martiriul lui Policarp promovează o ideologie a martiriului, prin delimitarea comportamentului propriu al unui martir.

## Conținut
Autorul scrie în laudă martiriului și deplânge un potențial martir care, în schimb, a făcut sacrificii zeilor romani pentru a-și salva viața. Policarp, care se retrage la țară la 86 de ani, are o viziune profetică și se trezește realizând că trebuie ars de viu. Asemănător cu Isus, există o trădare față de autorități, iar Policarp iese în față pentru ca doi asociați să fie eliberați, precum și trădătorul suferă pedeapsa lui Iuda. Policarp este adus pe un stadion din Smirna și încurajat să jure pe Cezar și să afirme astfel că împăratul era un zeu. Policarp refuză, iar oficialii încearcă să-l ardă de viu. Cu toate acestea, focul îl evită în mod miraculos într-un cerc, dându-i doar o strălucire cerească. În schimb, Policarp este înjunghiat; sângele lui merge peste tot, stingând focul, asemănător cu jertfa lui Isus. Evreii îl influențează pe guvernator să ardă trupul pentru a elimina toate dovezile și pentru a evita ca trupul său să devină un altar. Autorul încheie prin lăudarea lui Policarp și a martirilor în general.

## Tradiție manuscrisă
Edițiile critice moderne ale Muceniciei lui Policarp (MartPol) sunt compilate din trei categorii diferite de manuscrise: șapte manuscrise grecești, Historia ecclesiastica a secolului al IV-lea a lui Eusebiu de Cezareea și un singur manuscris latin. Manuscrisele grecești sunt toate din secolele al X-lea până în secolele al XIII-lea. Dintre cele șapte manuscrise, șase oferă o relatare similară a martiriului lui Policarp și, prin urmare, se crede că reprezintă o singură familie de texte.  Al șaptelea manuscris, totuși, cunoscut sub numele de Codexul Moscovei și datând din secolul al XIII-lea, conține un capitol final mai elaborat (22.2–3). 
Pe lângă manuscrisele grecești, există și scrierile lui Eusebiu relatate în Historia ecclesiastica, scrisă în jurul anilor 324–325 d.Hr. Eusebiu rezumă intens martiriul și își încheie relatarea la 19.1, omițând secțiunile finale care raportează transmiterea textului, precum și paralelele narative ale pasiunii.
Versiunea latină a martiriului datând din secolul al X-lea există ca o altă relatare a martiriului, dar nu oferă nicio variație asupra textului. Există și o traducere în slavonă bisericească veche.

## Date
Există puține dovezi de coroborare care să ajute la datarea Martiriului lui Policarp, deși Moss a sugerat o dată în jurul anului 200 d.Hr. sau mai târziu. Alternativ, istoricii au încercat să atribuie o dată morții reale a lui Policarp. Au fost propuse diferite date pentru moartea lui Policarp:
- Estimată ca 155  d.Hr. sau 156 d.Hr. (și nu mai târziu de 160 d.Hr.) datorită proconsulilor cunoscuți ai Asiei, cum ar fi Quadratus și declarațiile cronologice din MartPol 21. (Wddington, Turner, Schwartz, Barnes, Dehandschutter și colab.)
- 167  d.Hr. datorită datării lui Eusebiu a lui MartPol în al șaptelea an al domniei lui Marcus Aurelius. (Telfer, Marrou, Campenhausen, Brind'Amour și colab.)
- 177  d.Hr., așa cum au susținut Grégoire și Orgels, că expresia „al șaptelea an” din relatarea lui Eusebiu este greșită și înseamnă „al șaptesprezecelea an” al lui Marcus Aurelius.

## Istoricitate
Martiriul lui Policarp, împreună cu alte documente ale Părinților Apostolici, joacă un rol central în legarea Noului Testament cu scriitorii creștini în curs de dezvoltare din a doua jumătate a secolului al II-lea, cum ar fi Iustin Martirul și Irineu. În tinerețe se spune că i-a cunoscut pe apostoli, iar în ultimii săi ani și pe Irineu.
O provocare a datelor ar putea pune sub semnul întrebării autenticitatea documentului în sine. O parte a scepticismului cu privire la textul MartPol s-a concentrat pe numărul de paralele cu narațiunile pasionale ale Evangheliilor, inclusiv predicția lui Policarp cu privire la capturarea și moartea sa (5.2), eirenarhul numit Irod (6.2), arestarea lui Policarp „cu arme”. ca și cum ar fi un criminal” (7.1), iar Policarp fiind dus pe un măgar înapoi la Smirna (8.1), întâmplări miraculoase precum „vocea din cer” care îl îndeamnă pe Policarp să „Fii puternic și fii om!” (9.1). Pe de altă parte, faptul unei suprapuneri a interpretării nu invalidează neapărat în sine istoricitatea. Mai mult, niciunul dintre elementele nemiraculoase nu este complet neplauzibil; numele Irod, de exemplu, este un nume comun pentru un evreu aristocrat și asocierea creștinilor cu măgarii este bine documentată.
Cel mai dificil aspect al narațiunii de acceptat ca fiind autentic este tratarea procedurilor juridice romane. Procesul lui Polycarp este reprezentat ca având loc în fața unuia dintre magistrații de frunte ai Imperiului într-o sărbătoare publică, în mijlocul unui stadion de sport, fără nicio utilizare a tribunalului, fără acuzații legale oficiale și fără sentință oficială.  Deși procesele creștinilor, și a tuturor subiectelor, de altfel, au fost supuse metodei procedurale a guvernatorului de cognitio extra ordinem, aceasta încă nu explică lipsa unei acuzații legale și a unei sentințe oficiale. Această lipsă de informații încurcă cazul că contul este de încredere din punct de vedere istoric; Procedura de judecată a capitalului roman ar fi fost probabil bine cunoscută populației vremii. Martiriul lui Policarp este, de asemenea, o compoziție teologică menită să susțină o înțelegere specială a martiriului în raport cu Evanghelia creștină. Întrebarea este cât de mult, dacă există, din narațiune provine dintr-o bază istorică și cât de mult a fost modificat sau inventat de-a dreptul în scopuri teologice.

## Relația cu scriptura
Autorul martiriului demonstrează cunoștințe semnificative despre scripturi. Începând cu cazul Vechiului Testament care are rădăcini în martirologia evreiască. În ceea ce privește Noul Testament, găsim mai multe referințe. Cea mai proeminentă dintre ele fiind binecuvântarea de la sfârșitul introducerii (paralel cu Iuda 1,2), sarcina de a se gândi mereu la alții din 1.2 (paralel cu Filipeni 2,4), amintirea viziunilor mistice ale martirilor din 2.3. (paralel cu 1Corinteni 2,9), avertismentul că creștinii nu ar trebui să caute martiriul în 4.1 (paralel cu Matei 10,23), relatarea supunerii lui Policarp față de autorități în 7.1 (paralel cu Fapte 21,14) și în cele din urmă observația că autoritățile guvernamentale își primesc puterea de la Dumnezeu în 10.2 (paralel cu Romani 13,1 și 1 Petru 2,13-14). 
Scrisoarea face paralele semnificative și profunde cu Evangheliile. Aceste exemple includ:
- (7,2-3) Policarp slujind ca gazdă pentru o masă finală și agonisind în rugăciune înainte de arestarea sa (Matei 26:36-46)
- (8,1) Escortă înapoi la Smirna pe un măgar (Matei 21,1-11)
- (9,2-10,1) Interogatoriu de către o înaltă autoritate romană (Ioan 18,28)
- (6,1-2) Trădarea unui prieten, o figură a lui Iuda (Matei 26,47-49)
- (8,2-3) Interogatoriul lui Irod (Luca 23,6-12)
- (7,2) Gazdă la o masă finală (Matei 26,17-29)
- (12,2-13,1) Evreii care instigă la moartea lui Policarp (Ioan 19,12-16)
- (5,1) Rugăciunea pentru biserici (Ioan 17,1-26)

O astfel de corespondență între aceste evenimente și cele ale narațiunilor pasiunii canonice ar putea pune la îndoială veridicitatea istorică a celor dintâi. Alți savanți au susținut că este dificil să se stabilească dependența de anumite texte ale Noului Testament și au subliniat influența filozofiei grecești și a interpretării biblice creștine timpurii asupra acestei relatări.